# 恐竜戦隊コセイドン
『恐竜戦隊コセイドン』（きょうりゅうせんたいコセイドン）は、1978年7月7日から1979年6月29日まで東京12チャンネル（現：テレビ東京）で毎週金曜19:30 - 20:00に放送された特撮テレビ番組である。円谷プロダクション制作。全52話。第41回以降『恐竜戦隊コセイドン 戦え 人間大砲コセイダー』に改題された。

## ストーリー
タキオンの発見によりタイムトラベルが実現した未来、人類は中生代白亜紀と現在とを自由に行き来し、白亜紀の地球にコロニーを作っていた。そして、時空管理局が誇る巨大タイムマシーン・コセイドン号を駆る特別チーム、タイムGメン・コセイドン隊が白亜紀とタイムトラベルの安全を守っていた。
2001年、日本が熱線と超低温の攻撃を受け、その災害の原因は中生代白亜紀からのものであると分かる。この異常事態に対して、時空管理局からの要請を受けてコセイドン号が出動、7000万年前の白亜紀で調査を開始した。そこで彼らは地球外からの逃亡者・アルタシヤ姫とお付きのロボット・ビックラジイに出会う。彼女たちを追ってやって来た侵略者ゴドメス星人は地球を新たな侵略目標と定めて行動を開始し、コセイドン隊はゴドメス星人の地球侵略を阻止するために戦うこととなる。

## 概要
「円谷恐竜三部作」などと呼ばれるテレビ番組3作品の1つで、第3作目にあたる。前2作（『恐竜探険隊ボーンフリー』・『恐竜大戦争アイゼンボーグ』）と異なり、アニメとの合成は用いず全編実写で製作された。
前2作は「恐竜が現代に復活する」物語だったが、本作は主人公たちが恐竜時代へタイムトラベルして活躍するものになっており、シリーズのほぼ全編にわたり白亜紀が舞台である。その設定には、タイムパラドックスや植物系の異星人（後述）など放映当時のSFブームを反映した面が多く、ビジュアル面にはそのブームを巻き起こした米映画『スター・ウォーズ』の影響も見られる。ストーリーもコセイドン隊とゴドメス星人や犯罪者などとの戦いが中心となったため、恐竜そのものは副次的な要素に留まっている。
ヒーロー番組としては、隊員の1人トキ・ゴウが真っ赤な強化服に身を包んだ正義の戦士「コセイダー」となって戦うのが目玉となっているが、コセイダーは当初は純粋に“コセイドン隊の白兵戦要員”であり、ゴウ自身の身体能力を超える特殊能力は持っておらず、初期話数においてはコセイダーが登場しない話もあった。しかし、第13話で序盤物語のキーアイテムである「コスモ秘帖」に隠されたスーパーノヴァ・エネルギーでパワーアップを果たした後は、時間を停止させる能力をも持つ、文字通りの超人へと変化する。
コセイダー出撃シークエンスの合間に現在進行中の出来事（ほとんどは仲間のピンチか怪物・怪人の活動）のカットが入り、一秒を争う緊迫した事態であることを示す演出が行われた。
前半のレギュラー敵であるゴドメス星人は植物から進化した知的生命体で、死んでもクローンで蘇るという設定となっており、異質な存在であることを演出していた。このゴドメスとの攻防を描く第1クールは、いわゆる毎回の怪獣・怪人も登場しない、特撮ヒーロー番組としては比較的珍しい完全な連続ドラマとして構成されており、本作品の際立った特徴となっている。しかし第2クールからはゴドメス側が“恐獣”と呼ばれる侵略の尖兵を投入することで1話完結のオーソドックスなスタイルに変化。さらに28話でゴドメスが倒された後はレギュラー敵は登場せず、毎回異なるシチュエーションの事件に立ち向かうコセイドン隊の活躍が描かれるようになった。
劇中音楽は、『プロレスの星アステカイザー』や『恐竜大戦争アイゼンボーグ』といった過去の円谷作品に加えて、『シルバー仮面』『変身忍者 嵐』『ロボット刑事』『闘え!ドラゴン』など他社作品からの流用曲も、劇中で多用されていた。トミーからはマントル合金として玩具が発売されているが、コセイドン号は後番組『科学冒険隊タンサー5』で「タンサー合金 タイムタンサー」として改修流用されている。

### 制作
原案として内山伊史・高橋靖男・円谷皐の三名がクレジットされているが、実際には脚本家の辻真先と長坂秀佳が基本設定を作成。円谷プロが制作中の『宇宙の勇者 スターウルフ』で脚本を執筆した長坂が、そのつながりで本作品の企画書も手掛けており、人間大砲・ファイタスボンバーの設定も長坂の発案だった。スポンサーなどを集めた番組のプレゼンテーションでは、発案者の長坂が「人間を大砲で飛ばします!」と熱弁を奮って、人間大砲がいかなる物か見当もつかないスポンサーやテレビ局幹部を強引に説得。本作のプロデューサーだった円谷粲の証言では「しゃべりだしたら止まらない男」と長坂を評しており、「あの光景は傑作でしたね」とプレゼンテーションの思い出も語っている。一般には低予算の特撮番組と紹介されがちな本作品だが、開始直後の初期話数では3千万円の制作費（1話につき1千万円台を消費していたウルトラシリーズ級の制作費）を要しており、コセイドン号の美術セットやミニチュア制作などにも約1カ月間を要する労作だった。
スポンサー側は幼児層を対象と見込んでいたが、円谷プロ側はそれよりも上の年齢層を想定しており、企画会議ではスポンサー側がタイムパラドックスの設定について難解であるとして憤慨したこともあった。その後、栗本薫による辻や岸田森への評価が雑誌に掲載されてからはスポンサーからのクレームはつかなくなったという。路線変更については、制作が進むにつれ状況の変化を察した辻が、特に指示は出ていなかったが変更を強いられる前に自発的に雰囲気を変えたとしている。

## 登場人物

### コセイドン隊
時空管理局が擁する特別部隊・タイムGメンの中の1つで、中生代白亜紀を担当する。このコセイドン隊の他にも様々な時代を担当するタイムGメンが存在する（第1話より）。
トキ・ゴウ
本作品の中心的な主人公。コセイドン隊の白兵要員であり、緊急時にはコセイダーに変身して戦う。休暇と任務、それぞれへの気持ちの切り替えが早く、休暇中の呼出にはコセイドン号に即刻乗り込んでいたほど。熱血漢で生身でザジと剣戟を演じる（第7話）など身体能力はコセイドン隊随一だが、アルタシヤに一目惚れするという面食いな一面もあり、親身にその境遇を心配する。
第15話以降、コセイダーとなった時に秘帖の力の影響で（コセイダーでいる間だけ）アルタシヤとテレパシーで繋がることになる。
ヒムガシ・テツ
少々生真面目な性格でゴウとは相棒で喧嘩友達的な間柄。ファイタスI号の操縦および人間大砲・ファイタスボンバーの操作を担当。コセイダー出撃後はファイタスI号による後方支援も行う。射撃の名手であり、小さいころからガンマニアだったため親友リュウジからは「ガンテツ」と呼ばれていた。レイコという時間移住者に嫁いだ姉が居たが、白亜紀に移住して間もなく死去している（第6話）。機械にとても強く、コセイドン号の通信機器やビックラジィーの修理を行っている。
ブツクサ・ウララ
声が大きく、気っ風のいい性格のアネゴ肌なムードメーカーでゴウのことを「坊や」と呼ぶ。ニックネームはビッグおばさん。ハクアスI号の操縦手。第8・12話ではイレギュラーでファイタスI号に乗り込み、テツの代わりにコセイダーの射出を緊張しながら務めた。
第13話のゴドメスとの戦闘で重傷を負い、第14話で療養のために隊を離れ、そのまま退場。
ハルナ・マリ
快活で負けず嫌いな性格のコセイドン隊の女性隊員。なぜかモリイ「愛してる」と言って絡んでいる。空中戦を得意とするファイタスII号の操縦手。ゴドメス軍に勝利した後、28話で新石器時代のパトロール隊への転属を命ぜられてコセイドン隊を離れるが、最終回でタイムマザーの指示を受け、ロボット兵器ノヴァーにより危機に晒されたコセイドン隊の救出に駆け付けた。
モリ・モリイ
学者的な風貌を持つ、コセイドン号の操縦手。女性好きで陽性なコセイドン隊のムードメーカー的な存在であり、主にバンノとビックラジィーと共にコメディタッチな掛け合いを披露している。通信関連や時空航行の制御の専門家らしく、テツ同様メカに強いため、よく通信系の修理をしていた。理由は不明だが女性嫌いで、迫ってくるマリを拒否してしまう。ハクアスII号（〜28話）とファイタスII号（29話から）の操縦も担当する。先祖は1590年代にヒシと呼ばれる怪物（実は恐竜ハンター西山が連れて来た恐竜）を退治した侍・岩見重太郎。最終回での決戦後、ゴウとテツの生存を誰よりも信じ、二人が帰還出来るように航行不能になっていたコセイドン号を修理して、21世紀に帰還した。
バンノ・チカラ
コセイドン隊の隊長。頑固親父的な性格で口が悪く、少々怒りっぽいものの、部下やアルタシヤを時には叱咤激励し、時には厳しくも温かく見守りながら的確な指示を下すなど漢気のあるコセイドン隊の父親的存在でもある。ただし、長官には頭が上がらない。第8話ではファイタスI号を操り、戦艦ガルムスに痛手を負わせている。親戚は甥（妹の息子）のヨシノリがいる（42話）。最終回で己が身を犠牲にしてまで部下たちを帰還させようとしたが、ゴウに止められてしまった。
タチバナ・ミツル
タチバナ教授の息子。アルタシヤが地球に逃れてきた際の巻き添えでゴドメスに襲われ、両親を亡くす。コセイドン隊に救われ、行動を共にする。時空管理局長官の命令により、第6話で妹のリナとともに21世紀に送り返される。
タチバナ・リナ
タチバナ教授の娘でミツルの妹。孤児となった兄と共にゴドメスに襲われたところをコセイドン隊に救われ、身を寄せる。第6話で21世紀に送り返される。ED画像ではミツル、ゴウと共に出演している。
アルタシヤ
本作品の中心的なヒロイン。地球から遠く離れた所（ウララ曰く「いて座方面から3万2千光年」の方向）にあるテレサ星の王女。ゴドメスにテレサ星を侵略され、滅ぼされた上に、超エネルギー・スーパーノゥヴァを秘めたコスモ秘帖を持っているために狙われてしまい、ビックラジィーを伴って地球に逃れてきた。タチバナ兄妹らと共にコセイドン隊に救われ、身を寄せることになる。第8話でエントロフィービーム・マイナスを受けて行方不明になるが、21世紀の長野県で氷塊に包まれて氷結された姿で発見される。しかし、髪型や髪の色が変わった姿（なぜ変わったのかは不明）は一見すると別人であり、さらに一時的ではあるが記憶喪失になっていた。お伴であるビックラジィーに絶大な信頼を寄せているがために、彼がゴドメスのスパイに改造されたことを信じず、自分でその確証を得ようとしたり、第20話でもキノコングのガスに冒された子供を救おうとゴウの制止を振り切って突出するなど、見かけに反して頑固な一面がある。
第15話からはコセイダー射出時に発するコスモ秘帖の力によって一時的にコセイダーとテレパシーで結ばれることになり、コセイダーの死は自分の死と直結するという状態になることもある。第16話ではテツに代わってファイタスボンバーを操作し、第19話からはハクアスI号に搭乗するようになる。29話からは正式にコセイドン隊のメンバーとしてハクアスI号の操縦を任されるようになり、私服姿も披露するようになった。
ビックラジィー
アルタシヤに仕える従者ロボットの執事で本名はビックラウス。コセイドン隊からは略してジイと呼ばれている。「ビックラした!」が口癖なため、ウララによってこの名に改名された。二足歩行でありながら歩行速度は極度に遅く、思考も老人そのもの。挙句には突出してゴドメスに捕まり、頭脳回路を細工されてコスモ秘帖が21世紀にあることまで自白し、ゴドメスの内通者となる（第8〜10話）などたびたびメンバーたちの足を引っ張り、窮地に晒す。
第10話でコスモ秘帖の謎の半分を体内の回路・コスモリアクションに込められていることが判明。第14話からは重傷を負って療養のために21世紀へ帰されたウララに代わって、ハクアスI号の操縦を担当し、29話からは正式にコセイドン隊のメンバーとなってハクアスII号の操縦を任されるようになった。その後はファイタスII号の操縦を担当を任されたモリとコンビおよびフォーメーションを組むことが多くなり、短期間でコセイドン隊に匹敵するまでに習得した操縦技術で数々の敵を打ち倒していった。
第1話のテロップでは「ビックラジー」と表記されていた。
カイドウ長官
時間航行を制御、タイムトラベル関連の事象を管轄する政府機関時空管理局の責任者で、タイムGメンの長官。高性能のウルトラコンピュータータイム・マザーと共に時空通信によって21世紀の時空管理局からコセイドン隊に指令を送ってバックアップしている。家族は娘が複数いるらしい（18話）。

## タイムGメン・コセイダー
ゴウが「人間大砲」ファイタスボンバー起動と共にファイタスI号内にある装置で戦闘強化服を纏い変身したコセイドン隊の近接戦用の戦士。ゴドメス星人をはじめとする侵略者たちと戦う。大幅に運動能力と防御能力が向上しており、当初はサーベルやプラズマビームガンを併用していたが、後にアルタシアが持つコスモ秘帖に秘められたスーパーノヴァ・エネルギーを浴びることによって時間停止能力を始めとした超能力を得て、「タイム戦士コセイダー」となる。終盤では時空の狭間に落ちた影響でさらなる超能力を得る。
コセイドンの装備はレーダーに探知されないステルス性素材で作られているが、マグマの熱には耐えられない。
タイム戦士としての活動時間は僅か2分で、エネルギーが足りなくなってくるとベルトのバックルの「K」マークが点滅して知らせるようになり、エネルギー切れになると超能力を使えなくなる。
「タイム戦士コセイダー」になってからの戦闘終了後は、「脱身！(ダッシ～ン！)」と両腕を大きくクロスして体が光ると共にその場から消える現象を起こし、違う位置場所でトキ・ゴウに戻る。

### 武装
レーザーサーベル
タイム戦士コセイダーになってからの鋭利な剣。この武器で敵を切り付ける十文字切りなどといった戦法で幾多の敵を打ち倒してきた。後にコスモ秘帖の力で形状が変化したレーザー剣となり、光線を放ったり、敵の光線を刃先で弾き落とすアンチレーザー、サーベルを振るうことで炎を消す火炎封じといった能力を得た。
コセイダーが超能力の一つであるクロスサーベルを発動することで分離してもう一つのレーザーサーベルを生成することが可能で、これにより宙返りしながらすれ違いざまに斬りつける「ダブルクロスアタック」、空中から敵を十字に切り裂く必殺技「必殺十文字斬り」を使用することが出来る。
プラズマビームガン
コセイダーが腰のベルトのホルスターに携行しているエネルギーガン。赤いプラズマビームを連射可能。主にゴドメス兵に対して多用されてきたがコセイダーがコスモ秘帖の力でタイム戦士となってから、使用されることはなくなった。
α爆弾
瞬間的に凝固、乾燥させる爆弾。使用には太陽エネルギーの充填が必要。キノコングに食わせて倒した。34話ではハクアスII号から複数投下することで山火事を消火した。

### 超能力・必殺技
ビームアタック
両手に円盤状の光線を生成し、敵に放つ技。ゴドメス兵士の集団を軽く一掃できるほどの威力を持つ。
時間停止能力
ごく短時間ではあるが自在に時の進行を止める能力。コセイダーの「時間よ、止まれ!」の掛け声と共にサーベルで円を描き、大上段から振り下ろす動作を行うことでこの能力が発動し、「時間よ、動け!」の掛け声で能力が解除される。第13話の総監ザジとの決戦で初使用された。以後の戦闘でも頻繁に使われているが、第18話のジェリコ司令官との戦闘のように、相手に能力が通用しない場合もある。
コセイダージャンプ
大きくジャンプする。強化版のミラクルコセイダージャンプもある。
サーベルクロス
サーベルを縦に、左腕を横に構えて十字を組み、光を放つ。11話でマリに攻撃開始の合図を送るために使用。
クロスアタック
飛行しながら赤色のオーラに全身を包み、相手に体当たりする技。その威力は第15話と第25話で巨大化した恐獣の体を貫通し、一撃で撃破するほどである。
プラズマキック
自分の残像を出しながら飛び蹴りを放つ技。第18話でのみ使用され、同話でジェリコ司令官にテレポーテーションで回避されたためその威力は不明である。
コセイダー真空投げ
敵を投げ飛ばし、地面に強打させる技。第21話でのみ使用され、この必殺技でマグマ恐人マグマスを打ち倒した。
活人剣
レーザーサーベルを光り輝かせて一撃を食らわせ、怪人態シラキを元のシラキ博士に戻した。
ミラクルキック
49話で使用。空中で体をねじらせながら、九条博士が仕掛けたサッカーボール爆弾を博士自身と怪獣ベムガンに蹴り飛ばした。
火山を鎮める光線
50話で使用。レーザーサーベルから光線を放ち、ベルイ山の噴火を鎮めた。

## コセイドン隊の装備・メカニック

### 装備
コセイドン隊隊員服
コセイドン隊の制服。各種メカの使用時や外部での戦闘時にはブラウンの防弾ジャケットを上に着る。
ヘルメット
主にゴウとテツが戦闘時に使用する。
帽子
通信機を内蔵した通常活動用の帽子。
制式銃
隊員全員が携行する武装で、プラズマビームガンに酷似しているが、出力は抑えられている。
大型の銃
モリイが食肉恐獣バリバァ戦で使用した強化型と思われる大型の銃だが、威力はさほどである。

### メカニック
コセイドン号
タイムGメン本部・時空管理局に設置されたタイムトンネルに、機体下部のイオン・ブースター4基から出発地点と目的地点の空間と時間を連結させて時間航行を安定化させる光の軌道メビウス・レールを発生し、ウルトラコンピュータタイムマザーのナビゲーションを受けて、タキオン・エンジンの推進によって恐竜時代と現代を往来する大型タイムマシン。目的地点に到着するとディメンジョンブレーキをかけて停止する。ファイタス号、ハクアス号を搭載しており、母艦の機能と同時にこれらの出動後には隊長であるバンノが残って指揮を執るため、移動基地としての役割を持つ。武装は機体上部に格納しているコセイドンビーム（別名・コセイドン・プラズマ砲）をメインに機体側面から放つプラズマ弾（後半ではこれをプラズマ砲と呼ぶようになった）、イオン・レーザー砲、ミサイル、異次元へ飛ばされるのを防ぐアンチタイムバリア、トゲ球状時限爆弾のタイムボール爆弾（44話）なども装備しているが、マントル合金製の機体自体も頑丈で、ゴドメス戦闘機であれば体当たりで破壊できる。テレポートを相手機とシンクロさせる機能も持つ。コセイドン隊の名の由来にもなっている。
- ミニチュアは約2メートルの巨大なものが制作された。

ファイタス号
ゴドメス軍団との直接的な交戦任務を担う戦闘車両。直線的なデザインと銀色を基調としたボディーカラーが特徴。タイム戦士コセイダーを射出する人間大砲ファイタスボンバーを装備。前部を構成するキャタピラ駆動の装甲車ファイタスI号は車体上部に強力な対空エネルギー兵器マントル砲、車体前面にロケット砲とロケットアンカー（別名・デストロイボール）、車体側面に大量発射可能な回転カッターローリングシューターをそれぞれ搭載。他にも牽引用のマグネットロープ、ガンマー農薬なども装備。さらに機体後部が分離変形して飛行可能な高性能レーダーを有するホイールローダー形式の4輪駆動車ファイタスII号になる。ファイタスII号の武器はレーザービーム、プロトンミサイル、火炎弾、牽引用マグネットロープ、消火液。主要乗員はファイタスI号にはコセイダーになるゴウと操縦者であるテツ。またファイタスII号には28話までマリ、マリが隊を離れた29話からは後任としてモリイが搭乗。コセイダー射出後は、テツがファイタスI号で援護射撃も行う。水中には潜れない。
- ハクアス号共々、分離機能を持つのは前2作の主要メカを踏襲している。

ファイタスボンバー
「人間大砲」の通称を持つタイム戦士コセイダーの射出装置。操作はテツがメイン。ただし、イレギュラーでウララやアルタシヤ、また交換ユニットを運んできたアラキ隊員も操作を行っている。22話で新品と交換している。コセイドンに格納したまま、コセイドン内のあらゆるスピードを生む動力を加算して使用することで超加速ボンバーになる（42話）。
　「人間大砲」発射プロセス
「ファイタスボンバー・ホップ」でゴウの座席が後方へリクライニングしてファイタスI号に飲み込まれ、ゴウが変身装置を通過して戦闘強化服を装着してコセイダーに変身。
「ファイタスボンバー・ステップ」でまず射出用のフレームが降下しコセイダーが格納される。ファイタスI号の車体上部が上方へ傾斜、「人間大砲」の砲身を延伸し、コセイダーを格納したフレームを回転させて装填。
「ファイタスボンバー・ジャンプ」でエネルギーとともにコセイダーを目標地点へ撃ち出す。20話までは渦巻き状のエネルギーがコセイダーを覆っているが、21話からは青いガス状のエネルギーとなる。
「ホップ」「ステップ」の後には、現在進行中の出来事（「仲間のピンチ」や「迫る恐獣」など）のカットが入る。
ハクアス号
曲線的なデザインと赤を基調とした外観を特徴とするレスキュー車両。レーザー砲や小型ミサイルの他に、恐竜捕獲用大型アームジャイアント・グリップ（別名・ダイノキャッチャー）と恐竜収納用の伸縮自在な大型ケージ、クレーンネット砲、麻酔ガス、水中探査機、橋として使用可能な救助用の自動レールを装備。ファイタス号と同じく機体前部がハクアスI号、機体後部が飛行可能な4輪駆動車ハクアスII号に分離変形する。ハクアスII号はグラビティビーム、プロトンミサイル、ロケット砲、消火液、火炎弾、クレーンネット砲、麻酔弾、マグネットロープ、放水装置、煙幕のスモークバリアを装備。当初の乗員はウララ（分離後はI号操縦）とモリイ（分離後はII号操縦）。戦闘を重視したファイタス号と異なり、主に恐竜の保護や救助に用いられることが多い。第14話からは退場したウララに代わってビックラジィーがI号の操縦を担当、第19話からはアルタシヤも同乗するようになる。
アルタシヤとビックラジィーが正式メンバーとなった29話からはI号をアルタシヤ、II号をビックラジィーが担当する。

## ゴドメス星人
植物が進化し、知性を得た生命体で、養分さえあれば300〜400年も生きることが出来る。しかし、養分を得る手段に容赦が無く、星の水分や有機物など、それこそ養分になりそうなあらゆるものを根こそぎ奪い取る。性格はほとんど共通しており、冷酷残忍で自分たち以外の生命体の存在を情け容赦無く排除する。また、彼らの信条は「勝つことが全て」であり、「『卑怯』は獣の使う言葉」と自分たちを常に正当化している。ゴドメスには傘下となる星・民族もあり、帝王に派遣されてコセイドン隊と戦った者も併せて記載する。
ゴドメス帝王
ゴドメス本星に坐する支配者。これまでに100万以上の惑星を征服してきたと豪語しており、第13話でモニター越しに初めて姿を現す。隊長不在時には臨時の指揮官を派遣するなど、地球征服への攻撃の手を緩めない。これまではモニター越しで幹部に指令を下していたが、第28話でついに自ら地球に出現し、コセイダーと最後の決着をつけるが、死闘の末コセイダーに倒され戦死した。
ゴドメス兵
ゴドメス星人の一般戦闘員。鞭を武器にしているが剣やゴド・マシンガンも扱え、主に地球侵略部隊隊長（稀に隊長の部下である怪人の命令にも従う）の命令に従い集団で行動する。さらにゴドメス戦闘機の操縦も担当しており、陸と空の二方向からコセイドン隊に攻撃を仕掛けてくる。
言葉をしゃべれる者も存在するが基本的には言葉をしゃべらず、「イーッ!」という高音の奇声のみで会話を行っている。

### 侵略部隊隊長
ゴドメス帝王に派遣されて地球侵略を狙う宇宙人たち。主に前線でコセイドン隊と戦うことが多かったが、ジェリコ司令官の登場後は恐獣、勢力下にある他の惑星から派遣された怪人たちに前線を任せることが多くなった。括弧内の数字は登場話数。
総監ザジ
地球侵略部隊初代隊長（第2話 - 第13話）。
2001年の日本に、中生代白亜紀から亜空間攻撃を仕掛けた張本人。性格はゴドメス人の中でも群を抜いて冷酷残忍。武器はゴドメス兵と同様鞭であるが、他にも剣、手榴弾など様々な武器を隠し持っている。たとえ自分が倒されても、ゴドメス星の科学力によるクローン再生で復活することが可能である。指揮官としての技量も高く、ビックラジィーを捕えてコセイドン隊にスパイとして送り込むなどの諜報戦も行い、時にはザジ自らがゴドメス戦闘機の編隊を指揮することによってゴドメス戦闘機にハクアスI号、ハクアスII号を撃破させることも出来る。
第13話ではコセイドン隊を壊滅させる「Z作戦」を発動させ、ウララに重傷を負わせるなどあと一歩まで追い詰めるが、コスモ秘帖の力を得て「タイム戦士」となったコセイダーに戦艦ガルムスを墜落させられた挙句、全ての武器をコセイダーのレーザーサーベルによって無力化させられてしまう。最期はレーザーサーベルに切られたことで致命傷を負い、自身の体を自爆させて灰となって果てた。最初の登場とはいえ、コセイドン隊を最も苦しめた存在である。
ジェリコ司令官
地球侵略部隊2代目隊長（第15話 - 第19話）。
総監ザジの後任として、ゴドメス帝王の命で派遣された。頭に赤い一本の角、口に赤い牙を生やしたゴリラのような風貌と、肩モール付きの軍服がトレードマーク。「恐獣」と呼ばれる一種の怪獣を送り込み、コセイドン隊を苦しめた。剣術にも長けており第18話でのコセイダーとの戦闘ではサーベルを手に蹴り技を織り交ぜ、一歩も譲らぬ剣技を披露。コセイダーの時間停止能力も通じず、攻撃もテレポーテーションで容易く避けてしまった。
第19話ではハクアスI号ごとアルタシヤとビックラジィーを捕らえて緑沼の基地に拉致し、彼女らを助けるために基地へ乗り込んだコセイダーと剣戟を交える。しかし、コセイダーのレーザーサーベルで腹部を貫かれ致命傷を負い、彼らを道連れにしようと基地の自爆スイッチを作動させた後、火花を吹き上げて消滅した。だが、結局コセイダーは時間停止能力でアルタシアたちと共に脱出し、彼らを道連れにすることに失敗してしまう。
将軍ケスノーチ
地球侵略部隊3代目隊長（第20話 - 第22話）。
第19話で戦死したジェリコ司令官の後任として、ゴドメス帝王の命で派遣された。頭の両側に斧刃、目の周りに血を浴びたような形の縁取りを付けた兜、白い服、黒い裏地の銀マントが特徴で、両刃の長柄斧を常に右手に持っている。この斧の先端には銃火器が内蔵されており、遠近両用武器として使用出来るだけでなく、柄の下半分は分離させてヌンチャクとして使用出来る。
ジェリコ司令官同様に恐獣を送り込み、コセイドン隊に挑むが自身はファイタスII号およびコセイダーを特に危険視しており、それらを優先的に倒すための作戦を立てたりしていた。武術の達人で斧やヌンチャクだけでなく第22話でトンファーやサイ、徒手空拳で互角にコセイダーと渡り合ったが、通り過ぎざまにレーザーサーベルで斬られて爆死した。
- 兜は闘士デストランの兜を流用・改造したもの。

ガバン将軍
地球侵略部隊4代目隊長（第24話 - 第28話）。
将軍ケスノーチの後任として、ゴドメス帝王の命で派遣された。複数の角の付いた兜と黒い服とマント、左腕の巨大なカニのハサミ状の武器が特徴。ジェリコやケスノーチ同様に恐獣を送り込みコセイドン隊を苦しめたが、第28話で直接参戦したゴドメス帝王と共に「地球剥ぎ取り作戦」を本格化させるが、コセイダーにあっさりと阻止され戦艦ガルムスと共に爆死した。

### ゴドメス星人の装備
戦艦ガルムス
ゴドメス星人が擁する宇宙ステーション型の巨大戦艦。無数のゴドメス戦闘機を搭載し、ワープ機能も備えている。武装も強力で、特に下部中央にあるエントロフィービームは超高熱であらゆるものを焼き払うプラスと極低温で全てを凍らせるマイナスの2種があり、どちらも大量のタキオン粒子を含み、時空の壁を貫いて21世紀へ亜空間攻撃を仕掛けることも出来る。ただし多用するとエネルギーチャージのために撤退する必要がある。また機体下部に竜巻を起こして生物ごと肥沃な土地の土壌を奪うはぎとり光線、物体を吸い寄せて回収する引力光線、渦巻状光線のストームビームも装備している。
このエントロフィービームは第1話冒頭の攻撃の正体であり、第8〜9話でもゴウ、テツ、アルタシヤを抹殺するために用いている。
ゴドメス戦闘機
ゴドメス兵が操縦する戦闘機。前部にあるバルカン砲が主な武器である。複数で編隊を組んで出動するもののハクアスI号とII号の2機に全滅させられてしまうことが多かったが、たった5機でもフォーメーション次第でハクアスI号とII号を撃破することが可能である。縦や横に5機並んだ編隊を行うことで、強力な光線を発射するシリーズアタックやパラレルアタックなどのフォーメーション攻撃を行う。

## キャスト

### レギュラー・準レギュラー
- トキ・ゴウ / コセイダー：大西徹也
- ヒムガシ・テツ：三景啓司
- ハルナ・マリ：川崎たか子（第28話まで、最終話）
- ブツクサ・ウララ[注 11]：一条みゆ希（第14話冒頭まで）
- アルタシヤ：村野奈々美
- ビックラジー：山村哲夫
- ミツル：熊谷裕之（第6話まで）
- リナ：永浜三千子（第6話まで）
- モリ・モリィ[注 12]：佐藤蛾次郎
- バンノ・チカラ：草野大悟
- 時空管理局長官：観世栄夫

### 声の出演
- コセイダー：大西徹也（第12話まで）、二又一成（第13話以降）
- タイム・マザー：木村玲子
- ビックラジー：矢田稔
- アルタシヤ：加藤早紀子
- ゴドメス帝王：兼本新吾
- 総監ザジ：水鳥鉄夫
- ジェリコ司令官：和田啓
- 将軍ケスノーチ：伊海田弘（第22話のみスーツアクターの荻原紀が兼任）
- ガバン将軍：荻原紀（スーツアクターも兼任。ただし、声はノンテロップ）
- ナレーター：村松克己（第10話まで）、古川登志夫（第11話以降）

### スーツアクター
- コセイダー：二家本辰巳、大西徹也
- ビックラジィー：山村哲夫（第10話まで）、内藤進（第11話以降）
- ゴドメス帝王：岡田勝
- 総監ザジ：河合徹（第6話まで）、二家本辰巳（第7話以降）
- ジェリコ司令官、将軍ケスノーチ：荻原紀
- 将軍ケスノーチ（第21話）：藤田康己
- 恐獣、ゴドメス兵など：二家本辰巳、荻原紀、藤田康己、根本康明、森健太郎、森岡隆見

## スタッフ
- 原案：内山伊史、高橋靖男（東急エージェンシー）、円谷皐（円谷プロダクション）
- プロデューサー：石川博（東京12チャンネル）、室田堯（東急エージェンシー）、円谷粲、大木淳（円谷プロダクション）
- 監督：外山徹、東條昭平、平山公夫、深沢清澄、中島俊彦
- 脚本：辻真先、田口成光、山浦弘靖、西沢七瀬、沖守彦、吐月峰、阿部桂一、外山徹、若槻文三、平野靖司、安藤豊弘、長坂秀佳、平山公夫、中島敏
- 技斗：高倉英二、甲斐武
- メカニックデザイン：三五英雄
- 音楽：横山菁児
- 撮影：大岡新一、内山五郎
- 美術プランナー：池谷仙克
- 録音：整音スタジオ
- 音響効果：スワラプロダクション
- 視覚効果：デン・フィルムエフェクト
- 現像：東京現像所
- 製作：東京12チャンネル、円谷プロダクション

## 放送リスト
| 放送日(TX)    | 話数   | サブタイトル                      | 登場怪獣・怪人                                                                                          | 脚本     | 監督     |
| ------------- | ------ | --------------------------------- | --- | -------- | -------- |
| 1978年 7月7日 | 第1回  | 行けコセイドン 白亜紀からの挑戦   | ― | 辻真先   | 外山徹   |
| 7月14日       | 第2回  | ゴドメス 地球はぎとり計画         | ― | 辻真先   | 外山徹   |
| 7月21日       | 第3回  | コセイドン 亜空間漂流の恐怖       | ― | 辻真先   | 外山徹   |
| 7月28日       | 第4回  | ゴドメス軍団の追撃 人間狩り       | ― | 辻真先   | 東條昭平 |
| 8月4日        | 第5回  | コスモ秘帖奪回作戦                | ― | 辻真先   | 東條昭平 |
| 8月11日       | 第6回  | 不死の生命体 ゴドメス総監ザジ     | ― | 辻真先   | 東條昭平 |
| 8月18日       | 第7回  | コセイダー 怒りを熱い胸に         | ― | 田口成光 | 外山徹   |
| 8月25日       | 第8回  | アルタシヤ 冷凍光線に閉ざされて   | ― | 田口成光 | 外山徹   |
| 9月1日        | 第9回  | タキオン 21世紀直撃命令           | ― | 田口成光 | 外山徹   |
| 9月8日        | 第10回 | ガルムス 巨大戦艦vsコセイドン     | ― | 田口成光 | 外山徹   |
| 9月15日       | 第11回 | 人間大砲 敵戦艦に侵入せよ         | ― | 辻真先   | 東條昭平 |
| 9月22日       | 第12回 | シグマ 闇から来た殺人植物         | - 殺人植物シグマ・1 - 久米美智子（シグマ・１が憑依）（演：高橋みどり）                                  | 辻真先   | 東條昭平 |
| 9月29日       | 第13回 | タイム戦士 コセイダー誕生         | ― | 辻真先   | 外山徹   |
| 10月6日       | 第14回 | デストラン 超武装闘士との戦い     | - 闘士デストラン（演：戸塚孝）                                                                          | 辻真先   | 外山徹   |
| 10月13日      | 第15回 | 恐獣ガリアス 亜空間の襲撃者       | - 恐獣ガリアス                                                                                          | 山浦弘靖 | 外山徹   |
| 10月20日      | 第16回 | コセイダー 恐獣戦車を倒せ         | - ゴメル軍団長（声：伊海田弘）                                                                          | 山浦弘靖 | 外山徹   |
| 10月27日      | 第17回 | ギブラ 恐怖の毒蛇恐獣             | - 宇宙毒蛇ギブラ - 毒蛇恐獣ギブラス                                                                     | 山浦弘靖 | 東條昭平 |
| 11月3日       | 第18回 | 密航兄弟と人喰い恐竜              | ― | 田口成光 | 東條昭平 |
| 11月10日      | 第19回 | 潜れコセイダー 水中の決死圏       | - 恐獣ピラギア                                                                                          | 山浦弘靖 | 平山公夫 |
| 11月17日      | 第20回 | BC兵器 魔のフィーバーガス         | - 恐獣キノコング（声：伊海田弘）                                                                        | 西沢七瀬 | 平山公夫 |
| 11月24日      | 第21回 | ファイタス 溶岩地獄からの脱出     | - マグマ恐人マグマス（声：根本好章）                                                                    | 田口成光 | 外山徹   |
| 12月1日       | 第22回 | 燃えろゴウ もうひとつの人間大砲   | ― | 沖守彦   | 外山徹   |
| 12月8日       | 第23回 | 大爆破 恐竜墓場の対決             | - ギラ・ラマ軍団長（声：水鳥鉄夫） - 恐獣グランドン                                                     | 吐月峰   | 平山公夫 |
| 12月15日      | 第24回 | 食肉恐獣バリバァ 赤い花の恐怖     | - 食肉恐獣バリバァ（声：伊海田弘）                                                                      | 阿部桂一 | 平山公夫 |
| 12月22日      | 第25回 | カプセル恐獣vsコセイダー          | - カプセル恐獣ガオス                                                                                    | 辻真先   | 外山徹   |
| 12月29日      | 第26回 | 磁力パニック コセイドン発進不能   | - 電磁恐獣エレドン                                                                                      | 阿部桂一 | 外山徹   |
| 1979年 1月5日 | 第27回 | コセイドン激戦史 地球を救え       | （総集編）                                                                                              | 外山徹   | 外山徹   |
| 1月12日       | 第28回 | 決戦 ゴドメス帝王を撃て           | ― | 山浦弘靖 | 平山公夫 |
| 1月19日       | 第29回 | コセイドン緊急出動 果しなき戦い   | - 荻村博士（演：岸田森） - 殺人ロボット・ギギ（声：森岡隆見）                                           | 辻真先   | 外山徹   |
| 1月26日       | 第30回 | タイムトンネル出現 謎の密航者     | - サバタ博士（演：村松克己） - サイボーグS1号（声：森岡隆見）                                           | 若槻文三 | 外山徹   |
| 2月2日        | 第31回 | 戦えコセイダー 炎のタイム戦士     | （総集編）                                                                                              | 平野靖司 | 外山徹   |
| 2月9日        | 第32回 | UFO来襲 怒りのサイボーグ          | - モスギス星人（声：森岡隆見） - サイボーグK2号（声：荻原紀）                                           | 西沢七瀬 | 外山徹   |
| 2月16日       | 第33回 | レスキュー指令 ファイタス大暴走   | ― | 辻真先   | 平山公夫 |
| 2月23日       | 第34回 | 白亜紀探険 恐竜を憎む少年         | ― | 西沢七瀬 | 平山公夫 |
| 3月2日        | 第35回 | 異生物ダキロン 亜空間の青い悪魔   | - 異生物ダキロン                                                                                        | 若槻文三 | 外山徹   |
| 3月9日        | 第36回 | 恐竜大脱走 寄生植物の恐怖         | - 植物生命体コスモプラム（声：水鳥鉄夫）                                                                | 辻真先   | 外山徹   |
| 3月16日       | 第37回 | 時空間シンジケート 黒いココナツ   | - 黒岩博士（演：灰地順） - サイボーグB1（声：森岡隆見） - サイボーグB2（声：荻原紀） - サイボーグ戦闘員 | 安藤豊弘 | 外山徹   |
| 3月23日       | 第38回 | 戦慄 フランケンシュタインの復活   | - 倉持博士（演：梅津栄） - フランケン1号 - 人造恐獣フランケン                                           | 田口成光 | 平山公夫 |
| 3月30日       | 第39回 | タイムGメン 時を超えた戦い        | （総集編）                                                                                              | 平野靖司 | 外山徹   |
| 4月6日        | 第40回 | タイムスリップ 恐竜時代の戦国武者 | - アクマ星人アクマズ（声：荻原紀）                                                                      | 長坂秀佳 | 平山公夫 |
| 4月13日       | 第41回 | 人間大砲コセイダー 発進せよ       | - キシダ・ゴウノスケ（演：庄司永建） - サイボーグ隊                                                     | 山浦弘靖 | 外山徹   |
| 4月20日       | 第42回 | 翔べ 人間大砲コセイダー           | - 津村（演：伊達三郎） - サイボーグガードマン（声：荻原紀、森岡隆見ほか）                               | 田口成光 | 外山徹   |
| 4月27日       | 第43回 | 燃えろ 人間大砲コセイダー         | - ドクター・ダーク（演：堀田真三） - 怪人態シラキ（声：広瀬昌助）                                       | 若槻文三 | 東條昭平 |
| 5月4日        | 第44回 | 人間大砲コセイダー 危機一髪       | - 遊牧宇宙人ホロスト星人（声：森岡隆見）                                                                | 山浦弘靖 | 東條昭平 |
| 5月11日       | 第45回 | コセイダーVS恐竜ハンター          | - 西山（演：石山雄大） - サイボーグ（声：荻原紀）                                                       | 田口成光 | 外山徹   |
| 5月18日       | 第46回 | コセイダー 幻の大恐竜を捜せ       | - 宇宙人ヤプー（演：荻原紀） - 宇宙人（演：森健太郎、中瀬博文、渥美博） - スーパーザウルス・ラグー      | 若槻文三 | 深沢清澄 |
| 5月25日       | 第47回 | 人間大砲コセイダー 死の罠を破れ   | - 時空間超人サタール（演：鹿島研、亀田じゅん子） - コマンド                                             | 若槻文三 | 深沢清澄 |
| 6月1日        | 第48回 | コセイダー トカゲ人間の恐怖       | - 宗方博士（トカゲ人間） - 如月教授                                                                     | 辻真先   | 深沢清澄 |
| 6月8日        | 第49回 | 人間大砲コセイダー 大漂流         | - 怪獣ベムガン                                                                                          | 平山公夫 | 中島俊彦 |
| 6月15日       | 第50回 | コセイダー 恐竜牧場を守れ         | - キスカ（演：宮子昌代）                                                                                | 中島敏   | 中島俊彦 |
| 6月22日       | 第51回 | 急げコセイダー 恐竜絶滅を救え     | - ロボット兵器ノヴァー（声：兼本新吾）                                                                  | 辻真先   | 外山徹   |
| 6月29日       | 最終回 | さらば恐竜時代                    | - ロボット兵器ノヴァー（声：兼本新吾）                                                                  | 辻真先   | 外山徹   |

## 放送局
- 東京12チャンネル（制作局）：金曜 19:30 - 20:00
- 北海道放送：日曜 7:00 - 7:30[13]
- 青森テレビ：金曜 17:00 - 17:30[14]
- 仙台放送：金曜 19:00 - 19:30（1979年3月まで）→ 日曜 11:00 - 11:30（1979年4月から）[15]
- 富山テレビ：金曜 17:20 - 17:50[16]
- 石川テレビ：土曜 17:15 - 17:45[16]
- 東海テレビ：木曜 17:00 - 17:30[16]
- 関西テレビ：金曜 19:00 - 19:30[16]
- テレビ新広島：土曜 18:00 - 18:30[16]
- 山口放送：月曜17:15 - 17:45
- 西日本放送：火曜 18:00 - 18:30[16]
- 福岡放送：土曜 18:00-18:30[16]
- テレビ熊本：月曜 17:00 - 17:30[17]

## 主題歌
- オープニング主題歌 - 「恐竜戦隊コセイドン」
（作詞：谷のぼる/作曲・編曲：宮内國郎/歌：水木一郎、ひばり児童合唱団）
- エンディング主題歌 - 「コセイドン隊マーチ」
（作詞：谷のぼる/作曲・編曲：宮内國郎/歌：水木一郎、ひばり児童合唱団）

上記2曲を収録したEPレコードは、日本コロムビアより発売。後に幾度か、CDとして復刻されている。

## 映像ソフト化
- 1998年3月1日に全話収録のLD-BOX『恐竜戦隊コセイドン 時空管理局全ファイル』（完全予約限定生産）がバップより発売された[18]。
- DVDは東映ビデオより2013年10月より発売された[19]。